# Dőry Gábor
Jobaházi báró Dőry Gábor Bálint Vince (Pécs, 1803. február 13. – Szentgál, 1871. június 24.) valóságos belső titkos tanácsos, császári és királyi kamarás, a székesfehérvári kerületi főispán, Tolna vármegye főispánja, földbirtokos.

A jobaházi Dőry család bárói címere

## Élete
A római katolikus köznemesi származású jobaházi Dőry család sarja. Apja jobaházi Dőry László (1738–1818), földbirtokos, táblabíró, anyja felsőbüki Nagy Julianna (1766–1828) volt. Apai nagyszülei jobaházi Dőry Ignác (1713–1780), főszolgabíró, földbirtokos, és bezerédi Bezerédj Julianna (1720–1752) voltak. Anyai nagyszülei felsőbüki Nagy Gábor, huszár kapitány, és gyöngyösi Tarnóczy Terézia (1739–1809) voltak. Dőry Gábor egyik húga Dőry Mária (1800–1880), akinek a férje verőcei gróf Pejácsevich Ferdinánd (1800–1878) volt; Pejácsevich Ferdinánd és Dőry Mária fia, verőczei gróf Pejácsevich László (1824–1901), Horvát-Szlavon-Dalmátország bánja, császári és királyi kamarás, aki majd feleségül vette a saját elsőfokú unokatestvérét, Dőry Gábor báró lányát, Dőry Gabriella bárónőt.
Dőry Gábor tanulmányai befejezése után 1827-től Tolna vármegyei alszolgabíróként, majd 1830-tól 1836-ig főszolgabíróként tevékenykedett; 1836-ától 1840-ig Tolna vármegye másodalispánja, majd 1840 és 1845 között a vármegye első alispánja volt. A pecsovics párt (aulikus / király párti) főtámogatói Tolna vármegyében Perczel István, Dőry Gábor, Daróczy János voltak, akik az 1840-es években hatalmas vitát rögtönöztek; ők igyekezték megbuktatni a népszerű Bezerédj Istvánt és Perczel Mórt, akik a reformkori közteherviselés mozgalmát vezették Tolnában. Az 1838. június 21-iki Tolna vármegyei közgyűlésen a szekszárdi és dunaföldvári nemesség birtokainak megadóztatása körül heves vita indult meg. Dőry Gábor másodalispán az adózás alól magát mentesíteni akaró nemesség érdekeit védte, míg Bezerédj István és Perczel Móric a törvény szigorú magyarázatát követelve, a király jogaira hivatkozva, a kérdéses birtokoknak adó alá kijelöltetését sürgették és azt erős küzdelemmel határozattá is emelték. Tehát éppen a lázadó színezetűnek kikiáltott Bezerédj volt a már királyilag szentesített törvénynek védője. Tolna vármegyében még 1842-ben megalakult a "Tolnai Véd-Egylet", vagyis a "Honi gyapjú szöveteket viselő egyesület", amelynek elnöke éppen Bezerédj István ellenpártjának a főkorifeusa, Dőry Gábor alispán lett. Az 1845. május 31-i vármegyei közgyűlésen bejelentették, hogy Dőry Gábor első alispánt a királyi ítélőtáblához nevezték ki bírónak. Emiatt Dőry Gábor távol maradt a vármegye politikai életétől majdnem 5 évig.
1842-ben a 21 éves joghallgató Mészáros Károly, író, helytörténész, járt Dőry Gábor első alispánnál és róla úgy emlékezett meg az önéletrajzában, hogy: "Elvégezvén Pécsett a bölcsészeti tanfolyam másod évét a szünnapokat részint Tolna vármegyében töltöttem Zombán báró Dőry Gábor házánál, kinek fiai tanítványaim valának, – részint Tótországban gr. Pejacsevics Péter házánál, ki Dőrynek sógora volt s kinek egyik fiára szintén felügyeltem. A Dőry Gábor házánál nagyon kevés szellemi nyereményhez jutottam, mivel Dőry akkor megyei első alispán – nagyon retrograd s materialisticus szellemű ember volt, e mellett dölyfös aristocraticus jellem, ki minden tudományos műveltségre törekvő ifjúban megannyi Dózsa Györgyöt szeretett szemlélni, s ki engem naponta dorgálgatott amiatt, hogy könyvírással is foglalkozom. Nem több szellemi tápot nyertem a gr. Pejasevics házánál sem, mert itt is, mindenki csak a hasának élt."
1849. október 24-én, amikor megjelent Haynau rendelete az új közigazgatási beosztásról, az országot katonai kerületekre osztották; ezeken belül polgári kerületeket hoztak létre – ahová 3–4 megye tartozott, élén kerületi főbiztos állt főispáni rangban. A báró Hauer István által irányított Soproni katonai kerülethez tartozott a székesfehérvári (polgári) kerület és a tolnai (polgári) kerület, valamint Moson, Sopron, és Vas megyék, amelyek közvetlenül Hauer alá rendeltek voltak. Bach 1850. szeptember 13-i rendeletével létrehozták Magyarországon az öt polgári kerületet, és a hadügyminiszter 1850. november 1-jével a katonai kerületek határait a polgári kerületek határaihoz igazította, és a katonai kerületek Verwaltungsgebiet Distrikt elnevezéssel éltek tovább. A tolnai kerületi főispán báró Augusz Antal, a székesfehérvári kerületi főispán pedig jobaházi Dőry Gábor lett. A székesfehérvári kerülethez tartoztak: Sopron, Moson, Győr, Vas, Veszprém, Zala, Tolna, Somogy, Baranya vármegyék. A megyék élére pedig császári-királyi biztost (megyefőnököt) neveztek ki: például Zala élére nagymádi és várbogyai Bogyay Lajos, Tolna megye élére Forster Károly, Győr megye élére enesei Dorner Ede (1810–1893) került mint megyefőnök. A Muraközt végleg elcsatolták a megyétől, Horvátország része lett. 1855. július 4-én I. Ferenc József magyar király bárói címet adományozott neki. 1861-ben, amikor leköszönt a székesfehérvári kerületi főispáni posztról, az uralkodó Tolna vármegye főispánjává nevezte ki. Ebben az időben a megye legfontosabb nagybirtokosának birtokközpontja volt a Zomba melletti Szentgál, ahol Dőry Gábor báró lakóhelye volt.

## Házassága és gyermekei
1830. február 22-én Zombán, Dőry Gábor alszolgabíró vette el jobaházi Dőry Erzsébet (Zomba, 1806. április 8. – Zomba, 1833. augusztus 29.) kisasszonyt, akinek a szülei jobaházi Dőry Pál (1777–1806), földbirtokos, és vizeki Tallián Krisztina (1787–1809) voltak. A menyasszony anyai nagyszülei vizeki Tallián Antal (1751–1820) császár és királyi kamarás, királyi tanácsos, táblabíró, aranysarkantyús lovag, és dunaszekcsői Bésán Júlianna (1760–1819) voltak. Az esküvői tanúk Dőry Vince (1769–1854), és gróf Pejácsevich Ferdinánd (1800–1878) voltak. Dőry Gábor és Dőry Erzsébet házasságából született:
- báró Dőry Gabriella (Zomba, 1830. november 6. – Nasic, 1913. március 7.). Férje: verőczei gróf Pejácsevich László Lajos Károly (*Sopron, Sopron vármegye, 1824. április 5.– Nekcse, Verőce vármegye, 1901. április 7.), Horvát-Szlavon-Dalmátország bánja, császári és királyi kamarás, valódi belső titkos tanácsos, a főrendiház örökös tagja.
- báró Dőry László (Zomba, 1832. május 21. – Pecsenyéd, 1858. szeptember 29.)
- báró Dőry Ödön, (Zomba, 1833. augusztus 29. – Bécs, 1894. június 2.). Neje, Mária Malenicza de Stamora.

Első neje halála után, a Tolna vármegyei teveli római katolikus templomban házasságot kötött 1838. október 11-én hidasi Nunkovich Karolina (elhunyt Wiesbaden, 1895. február). Az esküvői tanúk Dőry Vince (1769–1854) királyi tanácsos, földbirtokos és Nunkovich Ignác földbirtokos voltak. Dőry Gábornak a második nejétől született:
- báró Dőry Andor (András) (Szentgál, 1840. november 17. – Budapest, 1904. október 14.). Felesége Irén Kinsky von Wchinitz und Tettau (Chlumetz, 1843. október 31. – Brixen, 1903. szeptember 23.)
- báró Dőry Karola (Zomba, 1842. május 15. – München, 1925. szeptember 21.). Férje gróf Friedrich Johann von Reden (elhunyt Nürnberg, 1889. március 14.)